# HC Bospor Bohumín
HC Bospor Bohumín (celým názvem: Hockey Club Bospor Bohumín) je český klub ledního hokeje, který sídlí ve městě Bohumín v Moravskoslezském kraji. Založen byl v roce 1936. Svůj současný název nese od roku 2015. Od sezóny 2011/12 působí v Moravskoslezské krajské lize, čtvrté české nejvyšší soutěži ledního hokeje. Klubové barvy jsou oranžová a černá.
Své domácí zápasy odehrává na zimním stadionu Bohumín s kapacitou 1 000 diváků.

## Historické názvy
Zdroj:
- HC RT Torax Bohumín (Hockey Club RT Torax Bohumín)
- 2013 – HC Bohumín (Hockey Club Bohumín)
- 2015 – HC Bospor Bohumín (Hockey Club Bospor Bohumín)

## Přehled ligové účasti
Stručný přehled
Zdroj:
- 2011– : Moravskoslezská krajská liga (4. ligová úroveň v České republice)

Jednotlivé ročníky
Zdroj:
Legenda: ZČ - základní část, červené podbarvení - sestup, zelené podbarvení - postup, fialové podbarvení - reorganizace, změna skupiny či soutěže
| Česko (2011 – ) |                              |           |          |                                       |                       |
| Sezóny          | Soutěž                       | Úroveň    | ZČ       | Play-off, nadstavba, sk. o udržení... | Poznámky              |
| 2011/12         | Moravskoslezská krajská liga | 4. úroveň | 8. místo | Čtvrtfinále                           |                       |
| 2012/13         | Moravskoslezská krajská liga | 4. úroveň | 6. místo | Čtvrtfinále                           |                       |
| 2013/14         | Moravskoslezská krajská liga | 4. úroveň | 9. místo | Ne                                    |                       |
| 2014/15         | Moravskoslezská krajská liga | 4. úroveň | 7. místo | Ne                                    |                       |
| 2015/16         | Moravskoslezská krajská liga | 4. úroveň | –        |                                       | Odstoupení ze soutěže |
| 2016/17         | Moravskoslezská krajská liga | 4. úroveň | 2. místo | Finále                                |                       |
| 2017/18         | Moravskoslezská krajská liga | 4. úroveň | 2. místo | Semifinále                            |                       |
| 2018/19         | Moravskoslezská krajská liga | 4. úroveň | 5. místo | Čtvrtfinále                           |                       |
| 2019/20         | Moravskoslezská krajská liga | 4. úroveň | 3. místo | Semifinále                            |                       |
| 2020/21         | Moravskoslezská krajská liga | 4. úroveň | 4. místo | Ne                                    | Zrušeno               |
| 2021/22         | Moravskoslezská krajská liga | 4. úroveň | 3. místo | Vítěz                                 | Kvalifikace           |
| 2022/23         | Moravskoslezská krajská liga | 4. úroveň | 5. místo | Čtvrtfinále                           |                       |
| 2023/24         | Moravskoslezská krajská liga | 4. úroveň | 9. místo | Ne                                    |                       |
| 2024/25         | Moravskoslezská krajská liga | 4. úroveň | 9. místo | Ne                                    |                       |